# Cortinarius argenteopileatus
Cortinarius argenteopileatus är en svampart som beskrevs av Nezdojm. 1983. Cortinarius argenteopileatus ingår i släktet Cortinarius och familjen spindlingar.   Inga underarter finns listade i Catalogue of Life.
I den svenska databasen Dyntaxa används istället namnet Cortinarius argentatus för samma taxon.  Arten är reproducerande i Sverige.